# Paul Volkmann
Paul Volkmann  (Piatidorojnoïe, Prússia Oriental, 12 de janeiro de 1856 – Königsberg, 15 de abril de 1938) foi um físico alemão, reitor da Universidade de Königsberg.

## Vida
Volkmann estudou matemática e física a partir de 1875 na Universidade de Königsberg, onde obteve um doutorado em 1880. A partir de 1880 foi em Königsberg assistente de Woldemar Voigt. Volkmann obteve a habilitação em 1882 em Königsberg, onde foi nomeado em 1886 außerordentlicher Professor. Em 1894 foi ordentlicher Professor de física da Universidade de Königsberg, onde foi em 1907/1908 reitor. Aposentou-se em 1924.

## Obras
- Vorlesungen über die Theorie des Lichtes, unter Rücksicht auf die elastische und die elektromagnetische Anschauung, Teubner, Leipzig 1891.
- Franz Neumann *11. Sept. 1798, +23. Mai 1895. Ein Beitrag zur Geschichte deutscher Wissenschaft, Teubner, Leipzig 1896.
- Die Subjektivität der physikalischen Erkenntnis und die psychologische Berechtigung ihrer Darstellung. Rede bei Übergabe des Rektorates der Königlichen Albertus-Universität in Königsberg i. Pr. am 12. April 1908, Veit, Leipzig 1908.
- Die materialistische Epoche des neunzehnten Jahrhunderts und die phänomenologisch-monistische Bewegung der Gegenwart, Teubner, Leipzig/Berlim 1909.
- Fähigkeiten der Naturwissenschaften und Monismus der Gegenwart, Teubner, Leipzig/Berlim 1909.
- Erkenntnistheoretische Grundzüge der Naturwissenschaften und ihre Beziehungen zum Geistesleben der Gegenwart, 2.ª Edição, Teubner, Leipzig/Berlim 1910.
- Die Eigenart der Natur und der Eigensinn des Monismus, Teubner, Leipzig/Berlim 1910.
- Einführung in das Studium der theoretischen Physik, insbesondere in das der analytischen Mechanik, 2.ª Edição, Teubner, Leipzig/Berlim 1913.
- Fragen des physikalischen Schulunterrichts, Teubner, Leipzig/Berlim 1913.